# Opolitisk
Opolitisk är en beteckning på en person som innehar en politisk post men som inte är knuten till något enskilt politiskt parti eller företräder någon viss ideologi. Förekomsten av opolitiska statsråd var vanligare förr, när ämbetsmän ibland utsågs till statsråd och rena ämbetsmannaregeringar ibland förekom. Några exempel från modern tid är statsråden Sven Romanus (1976-79), Carl Axel Petri (1979-82) och Reidunn Laurén (1991-94), som alla var opolitiska statsråd i Sverige.